# Capo Kater
Capo Kater è un capo roccioso situato all'estremità nord-occidentale della penisola Whittle, sulla costa occidentale della Terra di Graham, in Antartide. Situato in particolare all'estremità settentrionale della costa di Davis, capo Kater costituisce il confine occidentale della baia di Charcot.

## Storia
Capo Kater fu avvistato durante la spedizione di ricerca britannica svolta nel 1828-31 e comandata da Henry Foster, il quale lo battezzò con il suo attuale in onore del capitano Henry Kater, uno dei membri del comitato che pianificò la spedizione. In seguito la regione fu cartografata più in dettaglio nel corso della spedizione Nordenskjöld-Larsen, svoltasi dal 1901 al 1904 e condotta da Otto Nordenskjöld, e proprio quest'ultimo ribattezzò il capo come "capo Gunnar", tuttavia in seguito il nome originario fu ripristinato e ufficializzato.